# Francis Hare, 6. Earl of Listowel

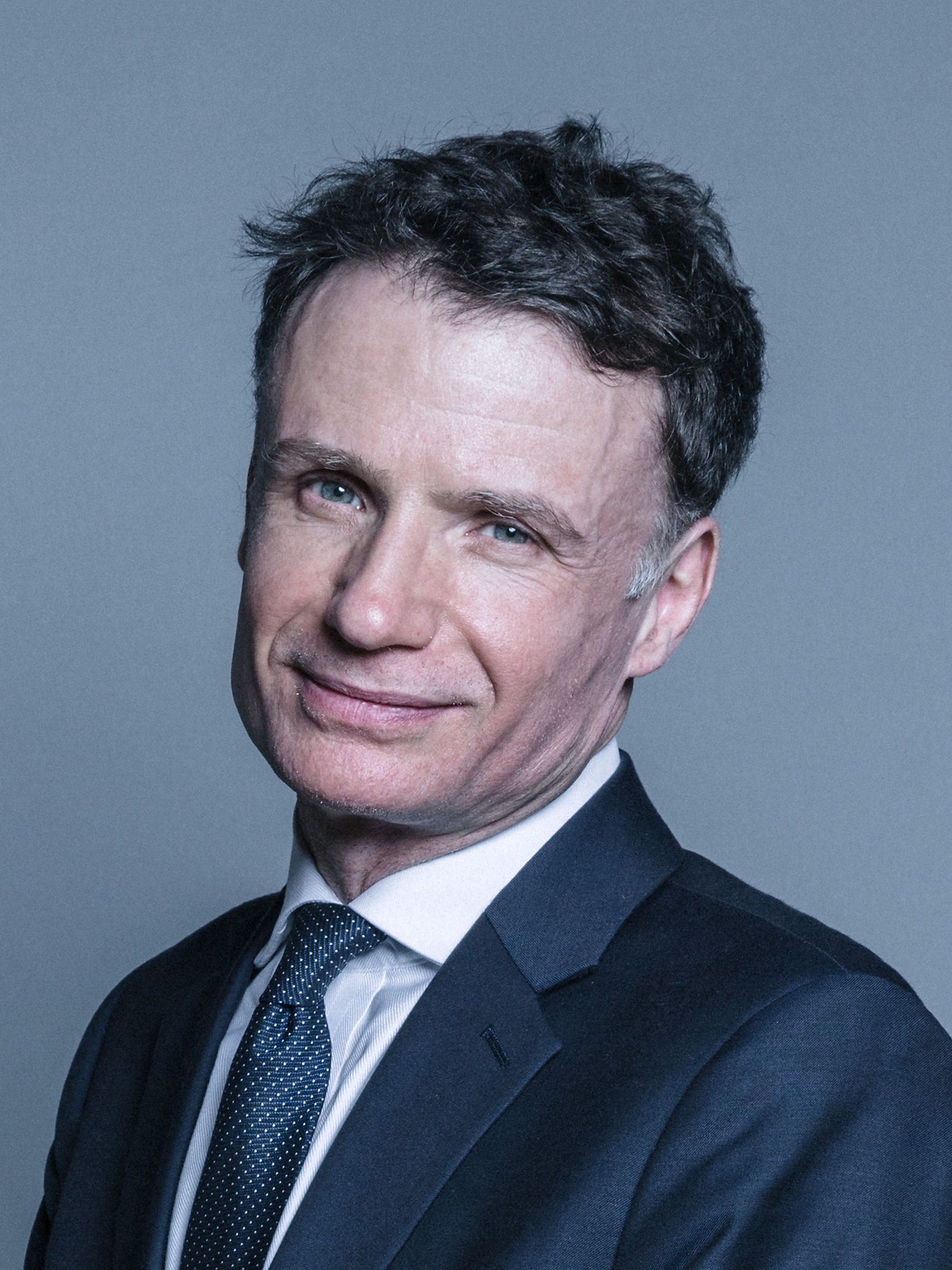
Francis Hare, 6. Earl of Listowel, 2018

Francis Michael Hare, 6. Earl of Listowel (* 28. Juni 1964) ist ein britischer Peer und Politiker.

## Leben
Francis Hare ist der älteste Sohn von William Hare, 5. Earl of Listowel, aus dessen dritter Ehe mit Pamela Mollie Day. Er entstammt der so genannten Protestant Ascendancy, der protestantischen anglo-irischen Oberschicht in Nordirland. Als Heir apparent seines Vaters führte er seit Geburt den Höflichkeitstitel Viscount Ennismore. Er besuchte die Westminster School und studierte später am Queen Mary College, London, das er 1992 mit einem Bachelor of Arts für englische Literatur verließ.
Beim Tod seines Vaters erbte er 1997 dessen irische Adelstitel als 6. Earl of Listowel, 6. Viscount Ennismore and Listowel und 6. Baron Ennismore, sowie dessen britischen Adelstitel als 4. Baron Hare. Mit Letzterem war ein Sitz im House of Lords verbunden, den er am 5. Oktober 1998 erstmals einnahm und wo er sich der parteilosen Fraktion der Crossbencher anschloss. Er gehört zu den 92 Mitgliedern des Erbadels, die nach dem House of Lords Act 1999 ihren Sitz im House of Lords behielten. Im House of Lords engagierte er sich insbesondere für benachteiligte Kinder und Jugendliche und gehörte der überparteilichen „Parliamentary Group for Children“ an. Daneben gehörte er zum Kuratorium und ist Schatzmeister der Michael Sieff Foundation, die sich für eine Verbesserung von Kinderrechten einsetzt. Am 21. Juli 2022 legte er seinen Parlamentssitz nieder und schied aus dem House of Lords aus.